# 渋谷らいぶステージ
『渋谷らいぶステージ』（しぶやらいぶステージ）は、NHK衛星第2テレビジョンとNHKデジタル衛星ハイビジョンで2008年3月31日から放送を開始した音楽番組である。

## 概要
2007年4月2日から1年間にわたって放送された『BSふれあいステージ』月曜日の「演歌いっぽん勝負」と水曜日の「音楽の楽園」を統合してリニューアルされた。
司会は自らも歌手である水前寺清子。毎回演歌・歌謡曲、ポップスを初めとした一流音楽家を毎回1組ゲストアーティストに迎え、水前寺とのトークを繰り広げつつ、その歌・演奏を楽しむ。
収録はオープンスタジオの「みんなの広場ふれあいホール」で原則として隔週で行われる。

## 放送日時
- BS2：毎週月曜 18:00 - 18:45
- BShi
  - 毎週火曜日 23:00 - 23:45
原則BS2から1日遅れ。
  - 再放映：毎週月曜深夜（火曜未明） 25:00 - 25:45
原則BS2から1週遅れ。

## 放送リスト
- 第1回　2008年3月31日／ペギー葉山
- 第2回　2008年4月7日／冠二郎
- 第3回　2008年4月14日／山本譲二
- 第4回　2008年4月21日／田川寿美
- 第5回　2008年4月28日／大泉逸郎
- 第6回　2008年5月5日／島倉千代子
- 第7回　2008年5月26日／今陽子
- 第8回　2008年6月2日／北山たけし
- 第9回　2008年6月9日／林あさ美
- 第10回　2008年6月16日／菅原洋一
- 第11回　2008年6月23日／金田たつえ
- 第12回　2008年6月30日／角川博
- 第13回　2008年7月28日／ダ・カーポ[1]
- 第14回　2008年8月18日／三田明
- 第15回　2008年8月25日／チェウニ
- 第16回　2008年9月1日／イルカ
- 第17回　2008年9月8日／二葉百合子
- 第18回　2008年9月29日／小金沢昇司
- 第19回　2008年10月6日／デューク・エイセス
- 第20回　2008年10月13日／三船和子
- 第21回　2008年10月20日／前川清
- 第22回　2008年10月27日／石川さゆり
- 第23回　2008年11月3日／多岐川舞子
- 第24回　2008年11月24日／欧陽菲菲
- 第25回　2008年12月1日／五木ひろし
- 第26回　2008年12月8日／里見浩太朗
- 第27回　2008年12月15日／美川憲一
- 第28回　2009年1月5日／千昌夫
- 第29回　2009年1月26日／秋元順子
- 第30回　2009年2月2日／布施明
- 第31回　2009年2月9日／大月みやこ
- 第32回　2009年2月16日／大川栄策
- 第33回　2009年3月2日／ロス・プリモス
- 第34回　2009年3月9日／山川静夫　水前寺清子特集
- 第35回　2009年3月30日／吉幾三
- 第36回　2009年4月6日／こまどり姉妹
- 第37回　2009年4月13日／橋幸夫
- 第38回　2009年4月20日／香西かおり
- 第39回　2009年4月27日／鶴岡雅義と東京ロマンチカ
- 第40回　2009年5月11日／瀬川瑛子
- 第41回　2009年5月25日／堀内孝雄
- 第42回　2009年6月1日／キム・ヨンジャ
- 第43回　2009年6月8日／山本譲二
- 第44回　2009年6月15日／中村美律子
- 第45回　2009年6月22日／石原詢子
- 第46回　2009年6月29日／山川豊
- 第47回　2009年7月6日／五月みどり
- 第48回　2009年7月27日／都はるみ
- 第49回　2009年8月3日／坂本冬美、ビリー・バンバン
- 第50回　2009年8月24日／川中美幸
- 第51回　2009年8月31日／鳥羽一郎
- 第52回　2009年9月7日／岩崎宏美
- 第53回　2009年9月28日／水森かおり
- 第54回　2009年10月5日／野口五郎
- 第55回　2009年10月19日／神野美伽
- 第56回　2009年10月26日／大塚文雄、大泉逸郎
- 第57回　2009年11月2日／森進一
- 第58回　2009年11月16日／八代亜紀
- 第59回　2009年11月24日／ペギー葉山
- 第60回　2009年12月7日／藤あや子
- 第61回　2009年12月14日／五木ひろし
- 第62回　2009年12月21日／デューク・エイセス
- 第63回　2010年1月4日／天童よしみ
- 第64回　2010年1月25日／島倉千代子
- 第65回　2010年2月1日／冠二郎
- 第66回　2010年2月8日／大月みやこ
- 第67回　2010年2月15日／平尾昌晃
- 第68回　2010年3月1日／長山洋子
- 第69回　2010年3月8日／島津亜矢
- 第70回　2010年3月29日／細川たかし
- 第71回　2010年4月5日／伍代夏子
- 第72回　2010年4月12日／森昌子
- 第73回　2010年4月19日／由紀さおり
- 第74回　2010年4月26日／石川さゆり
- 第75回　2010年5月24日／北山たけし
- 第76回　2010年5月31日／ジェロ
- 第77回　2010年6月7日／小林旭
- 第78回　2010年6月14日／研ナオコ
- 第79回　2010年6月21日／千昌夫
- 第80回　2010年7月5日／畠山みどり
- 第81回　2010年7月26日／前川清
- 第82回　2010年8月2日／青木光一
- 第83回　2010年8月9日／秋元順子
- 第84回　2010年8月23日／キム・ヨンジャ
- 第85回　2010年8月30日／山本譲二
- 第86回　2010年9月6日／アグネス・チャン
- 第87回　2010年9月27日／鳥羽一郎
- 第88回　2010年10月4日／美川憲一
- 第89回　2010年10月11日／千昌夫
- 第90回　2010年10月18日／三船和子
- 第91回　2010年10月25日／森進一
- 第92回　2010年11月1日／大川栄策
- 第93回　2010年11月8日／八代亜紀
- 第94回　2010年11月29日／水森かおり
- 第95回　2010年12月6日／大月みやこ
- 第96回　2010年12月13日／堀内孝雄
- 第97回　2010年12月20日／中村美律子
- 第98回　2010年12月27日／渥美二郎
- 第99回　2011年1月24日／天童よしみ
- 第100回　2011年1月31日／三沢あけみ
- 第101回　2011年2月7日／秋川雅史
- 第102回　2011年2月14日／黛ジュン
- 第103回　2011年2月21日／伊東ゆかり
- 第104回　2011年2月28日／長山洋子
- 最終回　2011年3月21日／都はるみ　水前寺清子特集